# Ursel Lorenzen

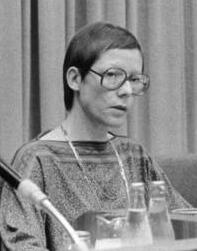
Lorenzen 1980 bei einer Pressekonferenz

Ursel Lorenzen, verheiratete Sturm, war eine Mitarbeiterin der NATO, die als Agentin des Ministeriums für Staatssicherheit der DDR verdächtigt wurde.
Lorenzen war seit den frühen sechziger Jahren als Sekretärin im NATO-Hauptquartier in Brüssel beschäftigt. Nach Ermittlungen des Bundeskriminalamts wurde sie durch den Agenten Dieter Will, der die Aufgabe hatte, privaten Kontakt zu ihr aufzunehmen und sie durch Vorspiegelung von Liebe für den Verrat zu gewinnen, einen sogenannten Romeo, des Ministeriums für Staatssicherheit (MfS) angeworben. 1979 setzte sich Lorenzen in die DDR ab, vermutlich weil ihre Enttarnung aufgrund von Ermittlungen des Bundesamtes für Verfassungsschutz im Rahmen der Operation Anmeldung unmittelbar bevorstand. Dort gab sie in einer Pressekonferenz Gewissensgründe für ihre Spionagetätigkeit an. Lorenzen heiratete Dieter Will, und beide nahmen den Familiennamen „Sturm“ an. Lorenzen und Will leugneten eine Tätigkeit für das MfS. Nach ihrer Aussage hatten sie keinen Kontakt zum MfS und flüchteten in die DDR, um vor den Gefahren eines Atomkriegs zu warnen.
1980 wurde ihr der Karl-Marx-Orden, die bedeutendste und höchst dotierte Auszeichnung der DDR, verliehen. Im Jahre 1989 zeigte das Fernsehen der DDR den nach einem Drehbuch von Karl Georg Egel unter der Regie von Horst Seemann entstandenen Dreiteiler Vera, Der schwere Weg der Erkenntnis über das Leben Lorenzens.
Bis zur deutschen Wiedervereinigung lebte Lorenzen mit ihrem Mann in der DDR. Im September 1990, als die Wiedervereinigung unmittelbar bevorstand, verließ das Ehepaar das Land, um sich einer Verhaftung zu entziehen, da in der Bundesrepublik Deutschland immer noch ein Haftbefehl gegen sie bestand. Die Ermittlungen gegen Lorenzen wurden 1999 eingestellt. Es wurde damals vermutet, dass sie sich in Libyen aufhält. Eventuelle Straftaten wären inzwischen längst verjährt. 